# Pacte Autonòmic de 1977
El Pacte Autonòmic va ser un acord entre les forces polítiques de les Illes Balears, subscrit el 4 de juny de 1977, a través del qual els seus signants es comprometien a exigir el reconeixement dels drets i la identitat de les Illes Balears i a defensar el seu accés a un Estatut d'Autonomia.

## Antecedents
A finals de 1976, en un acte que va tenir lloc a l'Ateneu de Maó, les forces polítiques menorquines es van declarar a favor de l'autonomia per Menorca. El febrer de 1977 es va presentar a Menorca, als partits d'esquerra, un projecte d'estatut (conegut com l'Estatut de Cura, santuari de l'illa de Mallorca on va ser presentat públicament el 13 de març). L'avantprojecte va ser ratificat per l'Assemblea Popular de Mallorca i rebutjat per les forces polítiques d'àmbit estatal.
Així i tot, el projecte autonòmic balear era indefugible en el marc del procés polític estatal i davant la immediatesa del procés electoral es convertia en un tema cabdal. Fins i tot els partits d'àmbit estatal com la UCD i el PSOE tenien interès a neutralitzar el possible efecte autonomista en el procés electoral que s'estava vivint. Per això tots els partits polítics signaren el Pacte Autonòmic (a excepció d'Aliança Popular, Aliança Nacional 18 de juliol-Força Nova, el Cercle Doctrinal José Antonio i el Front de Treballadors (Organització d'Esquerra Comunista). Abel Matutes, d'Aliança Popular, el va signar a títol personal i el Front de Treballadors s'hi va adherir més tard.
En reunió dels signants del pacte del 26 de juny de 1977 no s'acceptà la proposta de Sebastià Serra i Antoni Tarabini, en nom d'Unitat Socialista, d'institucionalitzar un òrgan de seguiment del mateix pacte.

## Contenguts
En el text del Pacte s'establia que el projecte d'Estatut havia de ser elaborat per totes les forces democràtiques, fins i tot per les que no estassis representades al Parlament. El document es referia a la implantació de l'ús de la llengua catalana a les Balears i s'hi propugnava el principi de subsidiarietat.
Davant la signatura del Pacte les illes menors varen imposar la condició que la representació de cada illa en el futur Consell General Interinsular hauria de ser paritària, sense tenir en compte el nombre d'habitants. D'aquesta manera es plantejava un tema que tendria importància en tot el procés preautonòmic: el de la paritat entre illes. En tot cas, va ser la primera vegada que es va aconseguir un consens important a favor de l'autonomia balear.